# Galium magnifolium
Galium magnifolium är en måreväxtart som först beskrevs av Lauramay Tinsley Dempster, och fick sitt nu gällande namn av Lauramay Tinsley Dempster. Galium magnifolium ingår i släktet måror, och familjen måreväxter. Inga underarter finns listade i Catalogue of Life.